# Guangxi Pingguo Haliao FC
Der Guangxi Pingguo Haliao Football Club (chinesisch 广西平果哈嘹足球俱乐部) ist ein chinesischer Fußballverein aus Pingguo (chinesisch 平果县). Der Verein spielt in der zweiten Liga des Landes, der China League One.

## Namenshistorie
| Von  | Bis   | Name                      |
| ---- | ----- | ------------------------- |
| 2018 | 2020  | Guangxi Baoyun FC         |
| 2021 | heute | Guangxi Pingguo Haliao FC |

## Geschichte
Der Verein wurde am 27. Februar 2018 von der Baoyun Real Estate Development Co. in Liuzhou als Guangxi Baoyun FC gegründet. In seiner ersten Saison spielte der Verein in der Guangxi Super League. 2019 wurde man, nachdem einige Mannschaften die China League Two verließen, in die dritte Liga aufgenommen. Vor der Saison 2021 der China League Two zog der Verein nach Pingguo und änderte seinen Namen in Guangxi Pingguo Haliao FC. 2021 stieg der Verein als dritter der Aufstiegsrunde in die China League One auf.

## Stadion
Der Verein trägt seine Heimspiele im Pingguo Stadium (chinesisch 平果体育场) in Pingguo (chinesisch 平果) aus. Das Stadion hat ein Fassungsvermögen von 20.000 Personen.

## Saisonplatzierung
| Saison                    | Liga                     | Level             | Platz             |
| Guangxi Baoyun FC         | Guangxi Baoyun FC        | Guangxi Baoyun FC | Guangxi Baoyun FC |
| ------------------------- | ------------------------ | ----------------- | ----------------- |
| 2018                      | Guangxi Super League     | 5                 | 1.                |
| 2018                      | Chinese Champions League | 4                 | 13.               |
| 2019                      | China League Two         | 3                 | 27.               |
| 2020                      | China League Two         | 3                 | 10. (Group B)     |
| Guangxi Pingguo Haliao FC |                          |                   |                   |
| 2021                      | China League Two         | 3                 | 2. Group A        |
| 2021                      | China League Two         | 3                 | 3. Group D ▲      |
| 2022                      | China League One         | 2                 | 11.               |
| 2023                      | China League One         | 2                 | 4.                |
| 2024                      | China League One         | 2                 | 8.                |

## Aktueller Kader
Stand: 28. Mai 2022
| Nr. |                     | Position | Name             |
| --- | ------------------- | -------- | ---------------- |
| 1   | China Volksrepublik | TW       | Jia Xinyao       |
| 3   | China Volksrepublik | AB       | Wang Zihao       |
| 4   | China Volksrepublik | AB       | Zhu Mingxin      |
| 5   | China Volksrepublik | AB       | Yao Diran        |
| 6   | China Volksrepublik | AB       | Liang Rifu       |
| 7   | Serbien             | ST       | Mladen Kovačević |
| 8   | China Volksrepublik | AB       | Xie Weichao      |
| 9   | Hongkong            | ST       | Sandro           |
| 10  | China Volksrepublik | MF       | Lu Chenghe       |
| 11  | China Volksrepublik | MF       | Guo Song         |
| 12  | China Volksrepublik | AB       | Huang Xin        |
| 13  | China Volksrepublik | TW       | Dong Yifan       |
| 15  | China Volksrepublik | AB       | Yin Lu           |
| 16  | China Volksrepublik | AB       | Chen Bo          |
| 17  | China Volksrepublik | ST       | Geng Taili       |

| Nr. |                     | Position | Name           |
| --- | ------------------- | -------- | -------------- |
| 18  | China Volksrepublik | MF       | Li Xiaoting    |
| 19  | China Volksrepublik | ST       | Xi Zhenyun     |
| 20  | China Volksrepublik | ST       | Xu Borui       |
| 21  | China Volksrepublik | ST       | Tan Xiang      |
| 22  | China Volksrepublik | AB       | Ding Quancheng |
| 23  | China Volksrepublik | ST       | Wang Ziming    |
| 27  | China Volksrepublik | MF       | Yang Bing      |
| 28  | China Volksrepublik | MF       | Cheng Yetong   |
| 29  | China Volksrepublik | ST       | Wu Linfeng     |
| 30  | China Volksrepublik | AB       | Shen Bokai     |
| 32  | China Volksrepublik | ST       | Zhao Haichao   |
| 33  | China Volksrepublik | MF       | Lin Jiahao     |
| 34  | China Volksrepublik | MF       | Lü Pin         |
| 37  | China Volksrepublik | MF       | Yang Yu        |
| 44  | Spanien             | AB       | David Mateos   |

## Bekannte Spieler
- David Mateos
- Gerson Rodrigues

## Trainerchronik
Stand: 3. November 2024
| Trainer          | Nation              | von                | bis                |
| ---------------- | ------------------- | ------------------ | ------------------ |
| Han Zhenyuan     | Volksrepublik China | 1. Januar 2018     | 31. Dezember 2018  |
| Wang Jeong-hyeon | Südkorea            | 1. Januar 2019     | 3. April 2019      |
| Yang Lin         | Volksrepublik China | 15. Mai 2019       | 20. Dezember 2019  |
| Encai Pei        | Volksrepublik China | 3. April 2019      | 9. Juni 2019       |
| Zhao Changhong   | Volksrepublik China | 7. August 2020     | 19. November 2020  |
| Yang Lin         | Volksrepublik China | 1. Januar 2021     | 17. Juli 2022      |
| Óscar Céspedes   | Spanien             | 18. Juli 2022      | 4. September 2022  |
| Jiang Chen       | Volksrepublik China | 5. September 2022  | 21. September 2022 |
| Zhao Changhong   | Volksrepublik China | 22. September 2022 | 1. April 2023      |
| Jiang Chen       | Volksrepublik China | 17. April 2023     | 22. August 2023    |
| Wang Xiao        | Volksrepublik China | 23. August 2023    | 5. Dezember 2023   |
| Gabri            | Spanien             | 6. Dezember 2023   | 2. April 2024      |
| Wang Xiao        | Volksrepublik China | 3. April 2024      | 21. Juni 2024      |
| André Gaspar     | Brasilien           | 22. Juni 2024      | heute              |